# Jaroslav Kysil'
Jaroslav Valentynovyč Kysil' (in ucraino Ярослав Валентинович Кисіль?; 31 maggio 2003) è un calciatore ucraino, difensore del Čornomorec'.

## Carriera
Kysil' è cresciuto nel settore giovanile dello Zorja con cui ha debuttato il 18 novembre 2022 nell'incontro i Prem"jer-liha vinto 4-1 contro l'Oleksandrija. Il 15 febbraio del 2024 è stato acquistato dal Mynaj, dove ha giocato la seconda metà di stagione senza però riuscire ad evitare la retrocessione in seconda divisione.
Il 9 agosto seguente è stato acquistato dal Čornomorec'.

## Statistiche

### Presenze e reti nei club
Statistiche aggiornate all'8 dicembre 2024.
| Stagione        | Squadra         | Campionato      | Campionato | Campionato | Coppe nazionali | Coppe nazionali | Coppe nazionali | Coppe continentali | Coppe continentali | Coppe continentali | Altre coppe | Altre coppe | Altre coppe | Totale | Totale | Totale |
| Stagione        | Squadra         | Comp            | Pres       | Reti       | Comp            | Pres            | Reti            | Comp               | Pres               | Reti               | Comp        | Pres        | Reti        | Pres   | Reti   |        |
| --------------- | --------------- | --------------- | ---------- | ---------- | --------------- | --------------- | --------------- | ------------------ | ------------------ | ------------------ | ----------- | ----------- | ----------- | ------ | ------ | ------ |
| 2022-2023       | Zorja           | PL              | 1          | 0          | -               | -               | -               | -                  | -                  | -                  | -           | -           | -           | 1      | 0      |        |
| feb.-giu. 2024  | Mynaj           | PL              | 11+2       | 0          | CU              | 0               | 0               | -                  | -                  | -                  | -           | -           | -           | 13     | 0      |        |
| 2024-2025       | Čornomorec'     | PL              | 15         | 0          | CU              | 1               | 0               | -                  | -                  | -                  | -           | -           | -           | 16     | 0      |        |
| Totale carriera | Totale carriera | Totale carriera | 29         | 0          |                 | 1               | 0               |                    | -                  | -                  |             | -           | -           | 30     | 0      |        |